# Славонське королівство
Славонське королівство (нім. Königreich Slawonien; лат. Regnum Sclavoniae; хорв. Kraljevina Slavonija; серб. Kraljevina Slavonija) — васальне королівство, адміністративна одиниця Габсбурзької монархії та Австро-Угорщини у XVIII й XIX століттях. Провінція включала північні частини сучасних регіонів Славонії (сьогодні в Хорватії) та Срем (сьогодні в Сербії та Хорватії). Південна частина цих районів були частиною Габсбурзької Військової границі (Славонська Країна).

## Історія
Славонське королівство було утворено на терені Славонської військової границі в 1745 році, у складі землі корони Святого Стефана, і підпорядковувалась Хорватському королівству і Угорському королівству. Після 1849 королівства Славонія і Хорватія були розділені у окремі коронні землі Австрійської імперії. Після підписання у 1868 хорвато-угорського компромісу Славонське королівство було об'єднане з Хорватським королівством в єдине Королівство Хорватія і Славонія, яке, хоч було під сюзеренітетом корони Святого Стефана мало значний рівень самоврядування.

## Населення
Австрійський перепис населення 1790 у королівстві Славонії зареєстрував 131 000 (46,8%) сербів, 128 000 (45,7%) хорватів, 19 000 (6,8%) угорців і 2 000 (0,7%) німців. Славонське королівство в цей час також включало північну частину Східного Срему населеного головним чином сербами, отже сербів в королівстві було більше, ніж хорватів.